# Musztafa Rijád Pasa
Musztafa Rijád Pasa (arab írással مصطفى باشا رياض, tudományos átiratban Muṣṭafā bāšā Riyāḍ, Kairó, 1834 – 1911)  egyiptomi katonatiszt, politikus, az Egyiptomi Alkirályság háromszoros miniszterelnöke és számos más tárca vezetője, a 19. század második felének meghatározó politikusa volt. Támogatta a modernizációt, de a liberalizmust elvetve, abszolutisztikus irányvonalat képviselt, és ellenezte a túlzott brit befolyást.

## Életútja

### Felemelkedése
Származása bizonytalan: egyesek szerint szmirnai zsidó aranyművesek voltak az ősei, és eredetileg Jaakúbnak hívták, mások szerint viszont apja a kairói pénzverdében dolgozott, és muszlim, török származású volt. Katonai iskolát végezve 1848-ban állt állami szolgálatba írnokként az ún. Köztanácsban, de ezt a szervezet még abban az évben megszüntették, így átkerült a kancelláriára, ahol arab nyelvű dokumentumokat írt. 1849-ben a sereghez, és a katonai zenészek alakulatában gyorsan emelkedett a ranglétrán. 1851-ben került át az uralkodói kíséretbe, 1852-ben pedig I. Abbász egyiptomi alkirály testőrségének tagja és pecsétőr lett. 1853-ban Gíza, 1856-ban pedig egymás után Atfíh, Fajjúm és Kina körzetének elöljárója lett. 1856–1857-ben a vasútügyi miniszter helyettese volt, 1857-től pedig Raudat al-Bahrajn tartományban, a Nílus-deltában teljesített szolgálatot előbb igazgatási vezetőként, majd 1861-ig megbízottként.
Az 1863-ban trónra lépő Iszmáíl Pasa azonnal pecsétőrré nevezte ki, 1864-ben pedig előbb az Ítéletek Tanácsa tagja lett, majd októberben az uralkodó magánbirtokait felügyelő miniszter. 1868 februárjában leváltották és kegyvesztett lett, de még októberben első kincstárnoki megbízást kapott. Ezután Isztambulba menesztették diplomáciai ügyben, ahonnan visszatérve a kormányt helyettesítő Különleges Tanács elnökének lett tanácsadója. 1872 decemberében az uralkodói magánbirtokok minisztere, Muhammad Taufík herceg tanácsadója lett. Az ezt követő időszakban számos minisztériumot vezetett: 1873-ban az iskolák és vakfok minisztere volt, majd állt a külügyek élén (1874–75), felügyelte az igazságügyi tárcát (1875–1876, 1877), a mezőgazdaságot (1875, 1877–78), a közoktatást (1876–77), végül a kereskedelmi ügyeket (1877–78). 1878 januárjában ő volt az egyetlen egyiptomi tag abban a bizottságban, amely modern kormány felállítását javasolta, amelyben az elszabadult államadósság ellenőrzése érdekében egy brit és egy francia miniszter is helyet kapott.
1871-ben az ő hívására érkezett a pániszlám gondolat megalapozója, Dzsamál ad-Dín al-Afgáni Isztambulból Kairóba, akinek fizetést is biztosított. Al-Afgáni a pániszlám nézetek mellett a szabadkőművességet is meghonosította Egyiptomban. Mivel nézeteit túl radikálisnak tartották, 1879-ben el kellett hagynia az országot.

### Miniszterelnökségei
1878 augusztusában alakult meg az első nyugati jellegű kormány Núbár Pasa vezetésével, ebben a belügyi tárca vezetését kapta meg; a második, Taufík herceg vezette kormányban emellett ideiglenesen igazságügyi miniszter is volt. Ilyen minőségben az ő feladata volt a Súra Képviselőtanács feloszlatásának véghezvitele (1879). A június végén hatalomra kerülő Taufík, miután nyugati nyomásra kénytelen volt átadni a kormányfői pozíciót másnak, a hozzá hasonlóan abszolutista elveket valló Rijádot nevezte ki miniszterelnökké szeptemberben. Kormányában a belügyi tárcát is személyesen vezette, és ideiglenesen a pénzügyek élére is ő állt. Kormányának nem volt jelentős mozgástere: az államadósság kezelése érdekében továbbra is érvényben maradt az angol–francia kettős ellenőrzés, és ennek képviselőié volt a döntő szó minden intézkedésben. Rijád 1880-ban elérte, hogy 6-ról 4%-ra csökkenjen az adósság kamata, de még így is az éves költségvetés felét emésztette fel az adósságszolgálat. A bevételek növelése érdekében adóemeléseket hajtott végre, amely elsősorban a birtokos elitet sújtotta – közülük sokan oszmán származásúak voltak, és Muhammad Saríf Pasa alkotmányos irányzata mellett sorakoztak fel. Közben számos, a fellahokat védő intézkedést hozott: betiltotta a magánbirtokokon igénybe vett kényszermunkát és a korbács használatát, csökkentett bizonyos regresszív adókat és utasított az öntözővíz igazságos elosztására. 1880 júniusában kormánya Egyiptom történelmében elsőként állami szabályozást adott ki a hagyományos, saría-alapú bíróságok működéséről, amit Huszajn Fahri Pasa igazságügy-miniszter dolgozott ki.
1881 januárjában az egyiptomi származásúak tiszti előmenetelének akadályozása miatt tiltakozó Ahmad al-Urábit és két társát letartóztatták, mire katonáik megrohamozták a palotát, és rákényszerítették az uralkodót és a miniszterelnököt, hogy szabadon engedjék a tiszteket és leváltsák az oszmán elit privilégiumait védő hadügyminisztert. Az elkövetkező hónapokban al-Urábi a nacionalista alkotmányos mozgalom vezéralakjává vált, és szeptember 9-én, az Abdín téren a katonaság támogatásával rávette Taufíkot, hogy menessze a nyugatiakat kiszolgáló, autokrata Rijád pasát (akinek parasztvédő és modernizáló intézkedéseit egyébként elismerte). Rijád külföldre menekült az Urábi-felkelés elől. 1882 augusztusában a britek által megszállt Alexandriában megalakult Muhammad Saríf Pasa kormánya, amelyben néhány hónapig belügyminiszterként tevékenykedett, de távozott, mert a kiszabottnál súlyosabb büntetést akart a brit megszállók által levert felkelés vezetőire mérni.
1888 júniusában másodjára is kormányfővé nevezték ki. Ilyen minőségben megpróbált ellenállni Lord Cromer által képviselt briteknek: nem engedte be tanácsadóikat a kormányülésekre is ellenállt annak a törekvésnek, hogy Egyiptom végleg lemondjon a Mahdi-felkelés miatt amúgy is elveszett Szudánból. A külföldi nyomás hatására, és mert Taufík kevéssé állt ellen a nyugati nyomásnak, 1891 májusában lemondott. Ebben a ciklusában kapott Alexandria, Egyiptom második városa önkormányzatot.
Utoljára II. Abbász alatt volt miniszterelnök, 1893 januárjától 1894 áprilisáig, közben egyúttal közoktatási miniszter is volt. Az oktatás fejlesztését mindenekelőtt a hagyományos Korán-iskolák (kuttáb) megreformálásával és modernizációjával kívánta elérni, amihez egy svájci szakember segítségét vette igénybe. A rendőrséget is átszervezte, hogy a kormányzat közvetlenebb ellenőrzést gyakorolhasson felette. 1894 januárjában az uralkodó megszemlélte a Lord Kitchener parancsnoksága alatt álló, mahdisták ellen küzdő egységeket, és kritikával illette a brit hadvezetést, mire Lord Kitchener benyújtotta a lemondását. Válaszul Lord Cromer főmegbízott kötelezte Rijád Pasát és II. Abbászt, hogy a hivatalos lapban nyilatkozzanak elismerően a katonaság és a parancsnok teljesítményéről. A megaláztatás miatt Rijád lemondott.